# Jan Jansma
Jan Jansma (Haarlem, 9 août 1962) est un joueur de bridge néerlandais de niveau mondial.
Il est professeur de mathématiques et il habite actuellement[Quand ?] à Malden.

## Carrière de bridge
Jan Jansma a grandi avec le jeu de bridge. Ses parents étaient des membres très actives du premier club de bridge dans le quartier de Dukenburg à Nimègue. Jan a été pendant des années organisateur et arbitre des compétitions de ce club. En 1986 il a été Champion Européen des juniors et en 1987 Champion mondial des juniors. Pour cela, il a été proclamé « sportif de l'année de la ville de Nimègue. » Ce n'était que le début d'une longue série de succès au bridge qui l'ont porté au sommet du bridge néerlandais.
Son partenaire dans le team national Oranje est Louk Verhees.

## Palmarès
- 4e place Championnat européen ouvert 2007
- 1e place Championnat européen ouvert 2005
- 2e place Olympiade 2004
- 6e Championnat du Monde 2004
- 3e place World Transnationals 2003
- Gagnant Modalfa Top-12 2003
- Gagnant ArboNed 2003
- 5e place Cap Gemini 2002
- 4e place Cavendish Calcutta 2001
- Champion catégorie Maîtres Quatuor 2000/01
- Gagnant ArboNed 2000
- Gagnant Cavendish Teams 1998
- Champion catégorie Maîtres Quatuors 1997/98
- Champion catégorie Maîtres Paires 1994/95
- Champion mondial Juniors 1987
- Champion Européen Juniors 1986

## Sources
(décembre 2013).
- Nederlandse Bridge Bond
- Topbridge.nl: Team Oranje